# Ljupčo Kmetovski

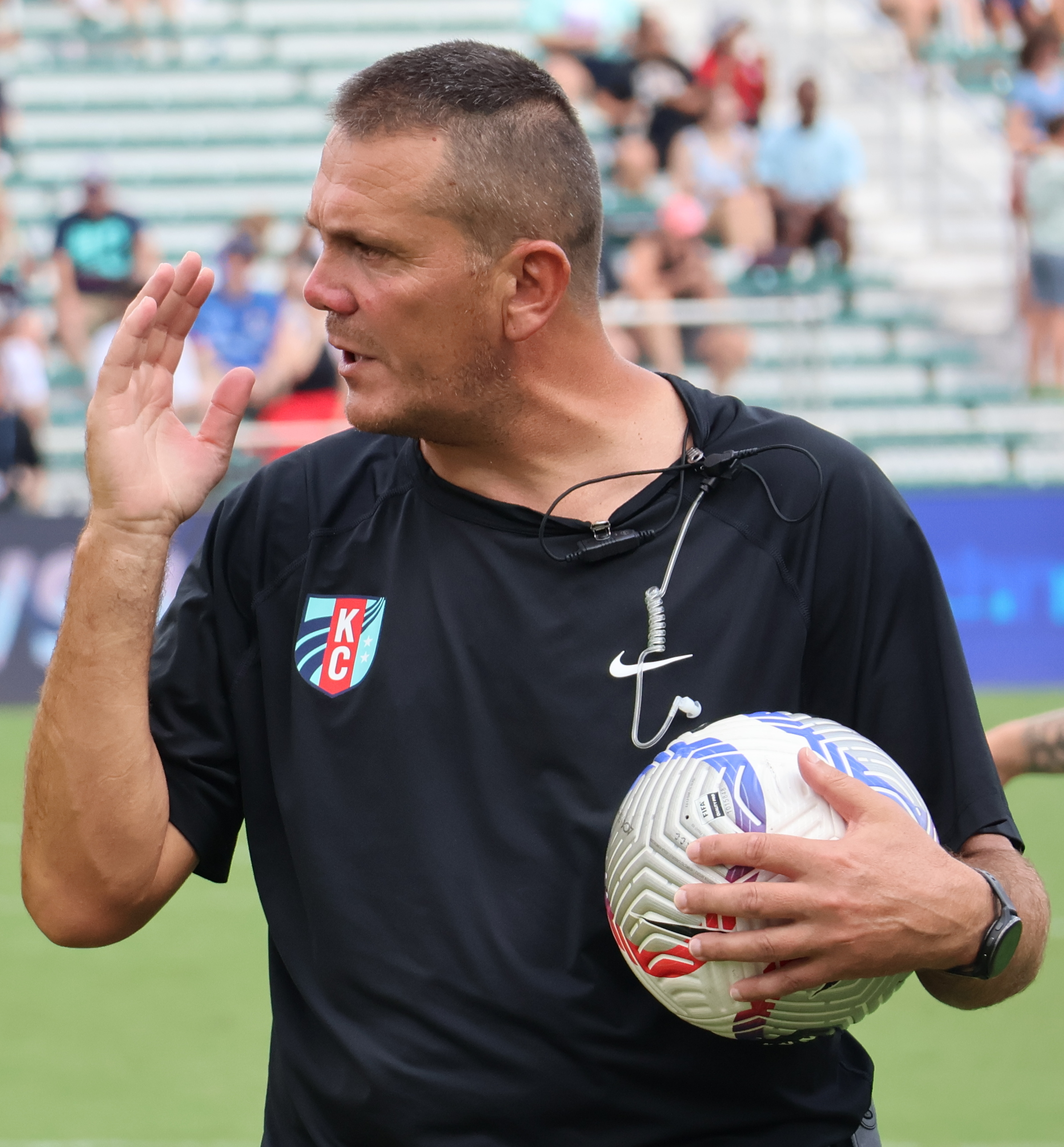
Ljupčo Kmetovski, 2024

Ljupčo Kmetovski (mazedonisch Љупчо Кметовски; * 8. Juli 1972) ist ein nordmazedonischer Fußballspieler.
Über FK Cementarnica 55 Skopje (1999/2000; zwölf Spiele), FK Rabotnički (1999/2000; elf Spiele), erneut Cementarnica 55 Skopje von 2000 bis 2004 kam Torwart Kmetovski in der Saison 2005/06 zu Vardar Skopje. Dort absolvierte er 48 Spiele, bis er sich in der Saison 2007/08 Milano Kumanovo anschloss. In der Spielzeit 2008/08 stand er wieder in Reihen des FK Vardar Skopje. In den beiden nachfolgenden Spielzeiten sind drei Einsätze für FK Teteks Tetovo in seiner Vita dokumentiert.